# Конгоњас
Конгоњас (порт. Congonhas) је историјски бразилски град у држави Минас Жераис. Удаљен је 90 km од Бело Хоризонтеа, главног града државе Минас Жераис. Конгоњас броји око 50.000 становника.
Базилика Santuário de Bom Jesus de Matosinhos и скуптуре унутар ње, које је наручио Португалац Фелисијано Мендес у 18. вијеку, а израдио познати уметник Алејжадињо, једна је од најбољих барокних базилика у свијету. Скулптуре пророка око терасе базилке се сматрају његовим најбољим дјелима. Од 1985. године, базилика је уврштена у УНЕСКОву свјетску баштину.

## Становништво
| 2010.  |
| ------ |
| 48.519 |